# Lotsutkik

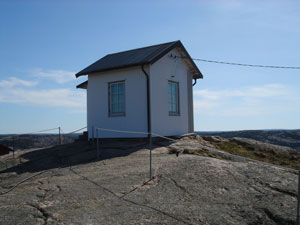
Lotsutkik på Hällsö i Tanums kommun i Bohuslän

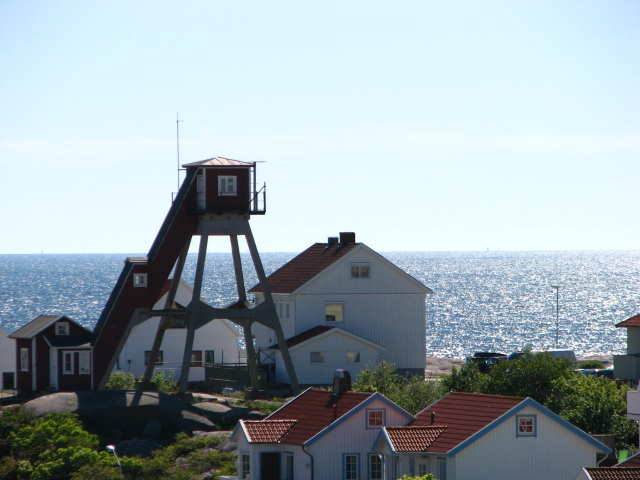
Lotsutkiken på Smögen, uppförd 1878 och ombyggd 1935

Lotsutkik är en väderskyddad plats varifrån lotsar kunde övervaka det vattenområde de ansvarar för. Ofta är det, som på bilden, ett litet hus på toppen av ett högt berg ute i skärgården, men andra lösningar har också förekommit. I Stockholms skärgård finns till exempel Arholma Båk, där utkiken fanns högst upp i en båk, byggd av sten.
På många andra ställen, exempelvis Storön på Väderöarna och Smögen, har det byggts en stålkonstruktion ovanpå den ursprungliga utkiken. På konstruktionen har en mindre observationshytt placerats för att öka synvidden.
På Vinga är lotsutkiken en betongkonstruktion. Lotsstugan vid Mönster, Onsalahalvön, är belägen ovanpå ett bronsåldersröse.
Då lotsutkikarna är högt belägna och väl synliga, har de även fungerat som sjömärken.
I och med att fartygen utrustats med radiokommunikation, radar och AIS har behovet av optisk signalering från fartygen för att påkalla lotsningstjänster försvunnit och behovet av lotsutkikar.